# Joel Wiley
Joel Wiley (* 17. November 1935) ist ein ehemaliger US-amerikanischer Weitspringer.
1959 wurde er bei den Panamerikanischen Spielen in Chicago Vierter mit 7,42 m.
1959 und 1960 wurde er US-Vizemeister. Seine persönliche Bestleistung von 7,99 m stellte er am 30. Mai 1959 in Modesto auf.